# Frühburgunder
Der Frühburgunder ist eine Rotweinsorte, die durch natürliche Mutation aus dem Spätburgunder (Pinot Noir) entstand. Ob bei der Entstehung die Wildrebe und eine noch unbekannte Rebsorte beteiligt waren, ist noch nicht bekannt.

## Erscheinungsbild
Der Frühburgunder erreicht die Reife ca. zwei Wochen früher als der Spätburgunder, daher die Namensgebung. Dadurch ist er so gut wie nie von Grauschimmelfäule (Botrytis cinerea) befallen, der beim Spätburgunder die Farbe negativ beeinflussen kann. Die Beeren des Frühburgunders sind kleiner als die des Spätburgunders. Viele Geschmacksstoffe sitzen in der Schale der Weinbeeren. Da bei kleineren Beeren das Verhältnis von Schale zum Rest der Beere größer und der Ertrag außerdem dadurch niedriger ist, bringt der Frühburgunder nicht selten samtigere und gehaltvollere Weine als sein Bruder hervor.
Aufgrund seiner frühen Reife wurde der Frühburgunder häufig als Kreuzungspartner von Neuzüchtungen verwendet. Zusammen mit dem Trollinger entstand die Rebsorte Helfensteiner und über den Sämling Muscat précoce de Saumur finden sich seine Gene in den Sorten Goldriesling und Perle von Csaba.

## Klonenselektion
Der Frühburgunder drohte in den 1960er-Jahren aus Deutschland zu verschwinden. Damals waren noch 15 ha im Ertrag, davon einiges an württembergischen Clevner. Als Erhaltungszüchter fungierte das Weingut Julius Wasem Rodensteiner Hof in Ingelheim am Rhein. Schließlich erkannte man auch an der Forschungsanstalt Geisenheim das Potenzial der Rebe und begann Mitte der 1970er-Jahre mit systematischer Klonenselektion und -aufbau. Die schwierigen Eigenschaften, wie Anfälligkeit gegen die Blattrollkrankheit und Blütefestigkeit, standen im Fokus dieser Selektion.

## Anbaugebiete
In Deutschland (→ Weinbau in Deutschland) waren 222 Hektar (= 0,2 % der deutschen Rebfläche) im Jahr 2022 mit der Rebsorte Frühburgunder bestockt. Im Jahr 2006 waren 243 Hektar Anbaufläche bestockt, nachdem im Jahr 1999 nur 84 Hektar erhoben wurden. Angebaut wird er in Deutschland vor allem an der Ahr, in Rheinhessen, Franken, Baden, Württemberg sowie der Pfalz.
Die Rebflächen in Deutschland verteilten sich im Jahr 2022 wie folgt auf die Anbaugebiete:
| Anbaugebiet          | Fläche in ha |
| Deutschland          | 222          |
| Rheinland-Pfalz      | 179          |
| Ahr                  | 31           |
| Pfalz                | 47           |
| Rheinhessen          | 76           |
| Mosel                | 6            |
| Nahe                 | 19           |
| Baden-Württemberg    | 8            |
| Württemberg          | 5            |
| Baden                | 4            |
| Bayern               | 15           |
| Franken              | 15           |
| Hessen               | 6            |
| Hessische Bergstraße | 2            |
| Rheingau             | 4            |
| Sachsen              | 7            |
| Saale-Unstrut        | 6            |

Daneben sind Anpflanzungen in Luxemburg (→ Weinbau in Luxemburg; 1,6 ha (Stand 2008, Quelle: )), der Schweiz (→ Weinbau in der Schweiz), Frankreich (→ Weinbau in Frankreich) und Italien (→ Weinbau in Italien) bekannt.

## Farbe und Geschmack des Weins
Seine Farbe ist zumeist ziegel- bis dunkelrot. Typische im Wein zu findende Aromen sind: Kirsche, Brombeere, schwarze Johannisbeere, Mokka, Himbeere und oft auch Rauch. Geschmacklich ist er wie oben erwähnt samtig, besitzt meist eine angenehme Säure und einen vollen Körper und eine angenehme Würze. Er passt zu dunklen Fleischgerichten bzw. zu Gerichten mit kräftigen Saucen. Trinktemperatur 16–18 Grad Celsius. Oft sehr gute Lagerfähigkeit (bis fünf Jahre), besonders, wenn der Wein im Barriquefass ausgebaut wurde (bis zehn Jahre, bei sehr guten Lagen auch länger).
Als regionaltypische, identitätsstiftende Rebsorte ist der Frühburgunder von der Organisation Slow Food in die Arche des Geschmacks aufgenommen worden.

## Synonyme
Es gibt viele Synonyme für den Frühburgunder: Augsttraube, Augustiner blau, Augustclevner, Augustklevner, Augusttraube, Black Inly, Blaue Jakobstraube, Blauer Frühburgunder, Burgundac crni rani, Burgunder früh blau, Champagner schwarz, Claevner früh, Clevner, Clevner Frühburgunder, Frauentagtraube, Frühburgunder blau, Frühe Jakobstraube, Früher blauer Klevner, Frühreifer schwarzer Burgunder, Frühes Möhrchen, Frühtraube, Gospinsza, Ischia, Iskiya, Jackobstraube, Jacobitraube, Jacobstraube, Jacobszoeloe, Jakobstraube, Jakubske, Jakubske skore, Juliusi szoeloe, July Grape, Korai kek kisburgundi, Laurenzitraube, Laurenziustraube, Loerinc szoeloe, Lujega, Luviana Veronese, Maddalena nera, Madeleine noire, Magdalenentraube, Magdolna szoeloe, Möhrchen, Morillon hâtif, Morillon noir hâtif, Morillon parisien, Noir précoce de Gênes, Noir précoce de Hongrie, Noir printannier, Petit noir précoce, Petit noirin, Pineau de juillet, Pineau Madeleine, Pino cornij ranij, Pino ranii, Pinot de juillet, Pinot hâtif de Rilly, Pinot Madeleine, Pinot nero precoce, Pinot Noir précoce, Pinot Noir précose, Pinot plant de juillet, Pinot pommier, Pinot rannii, Pinot timpuriu, Plant printanier, Précoce noir, Raisin de juillet, Raisin de la Madelaine, Raisin de St. Jean, Raisin précoce, Rani modri burgrendac, Saint Jacques, Szent Anna szoeloe, S. Lorenzo, Tidlig bla burgunder, Tuannes negres, Uva de Trivolte, Uva di Tre Volte, Vigne d’Ischia und Zherna mushza.